# Parque Aquático de Amarante
Koordinaten: 41° 15′ 0″ N, 8° 6′ 28″ W
Parque Aquático de Amarante ist ein Wasserpark im Nordwesten Portugals, der sich rund 60 km von der Stadt Porto und etwas außerhalb der Ortschaft Fregim befindet.

## Hintergrund
Der Parque Aquático de Amarante ist ein saisonaler und regionaler Wasserpark, der jedes Jahr von Anfang Juni bis Mitte September geöffnet hat. In dieser rund einhunderttägigen Öffnungszeit wird der Park von aktuell durchschnittlich 150.000 Gästen im Jahr besucht. Der Parque Aquático de Amarante besteht aus acht Bereichen im Innen- und Außenbereich, in denen u. a. diverse Wellen- und Röhrenrutschen, Sportbecken, Plansch- und Kinderbecken, Schwimmerbecken, ein Hallenwellenbad, ein Wasserspielplatz, ein Restaurant, eine Snackbar und weitere Wasserattraktionen sowohl für Kinder als auch für Erwachsene zu finden sind.
Der Parque Aquático de Amarante wurde zuletzt von der ortsansässigen Tourismusgesellschaft Rio Tâmega, Turismo e Recreio, S.A. betrieben und am 20. Dezember 2017 nach einer Einigung mit der portugiesischen Unternehmensgruppe Mota-Engil SGPS an die Freizeitpark-Kette Looping Group verkauft. Der Parque Aquático de Amarante ist der vierzehnte Park der Looping Group, der erste Park, der sich in Portugal befindet und der dritte Park, den die Freizeitpark-Kette Looping Group im Jahr 2017 gekauft hat.

## Galerie
|  |  |  |  |  |  |  |